# Macadique
Macadique (Makadique, Makadiki, Makadidi), auch Maluro Cumo (Malurucumo) ist ein osttimoresischer Ort im Verwaltungsamt Uato-Lari (Gemeinde Viqueque). Er liegt im Norden des Sucos Macadique de Cima. Durch den Ort führt die südliche Küstenstraße Osttimors. Auf ihr gelangt man nach Norden in das Dorf Pafuloain (Suco Macadique de Baixo), nach Süden über den Fluss Lugassa nach Biadae (Suco Uma Uain Leten).
Im Ort befinden sich ein Hospital und die Grundschule Maluro Cumo.

## Geschichte
Am 17. April 2012 kam es in Macadique zu Ausschreitungen nach den Präsidentenwahlen. Unter anderem wurde ein Polizeiwagen und Häuser mit Steinen beworfen.